# ضاحية مولاي رشيد
مولاي رشيد هو حي وضاحية جنوب شرق الدار البيضاء، في جهة الدار البيضاء سطات في المغرب. المنطقة، التي سميت على اسم الأمير مولاي رشيد المغربي، تغطي مساحة 13.38 كيلومتر مربع (5.7 ميل مربع) واعتبارًا من عام 2004 كان عدد سكانها 384044 نسمة. تقع إلى الشرق من سباتا.